# Selagina
Selagina (lat. Selaginella), veliki biljni rod vazdazelenih trajnica koji čini samostalnu porodicu i red u razredu Lycopodiopsida.
Selagine su zeljaste heterosporne papratnjače koje rastu prvenstveno u tropskim krajevima. Stabljika je puzava ili uzdignuta, najčešće bogato viličasto razgranjenom. U Hrvatskoj rastu tri rijetke vrste poznate kao zupčasta (S. denticulata), okruglasta (S. selaginoides) i helvetska ili švicarska selagina (S. helvetica).
Postoji preko 700 vrsta.

## Opis
Nekadašnji podrazred Selaginellidae sastoji se od jedne porodice, Selaginellaceae, koja sadrži jedan rod i 700 vrsta. Jedini rod je Selaginella ili “šiljasta mahovina”. Šiljaste mahovine su male, zimzelene biljke vlažnih kopnenih staništa, iako se nekoliko vrsta pojavljuje na sušnijim mjestima, a druge su epifiti (žive pričvršćene za grane drveća, ali ne dobivaju nikakvu hranu od svog domaćina). “Šiljaste mahovine” rastu uspravno ili pužući, a na stabljici imaju brojne sićušne listiće poput ljuskica raspoređene u spiralu. Za razliku od vrsta u Lycopodiaceae, “šiljaste mahovine” imaju dvije vrste spora, veće megaspore i manje mikrospore. Megaspore se razvijaju u ženske gametofite, a mikrospore u muške gametofite. Obje vrste spora imaju debele stijenke i obje imaju istaknute trodijelne (triradijatne) grebene. Vrste Selaginella prisutne su gotovo diljem svijeta, ali su najraznolikije i najbrojnije u vlažnim tropima. Široko rasprostranjena vrsta je Selaginella selaginoides, koja se javlja u borealnim i umjerenim regijama Sjeverne Amerike i Euroazije.

## Vrste
Vidi Popis vrsta roda Selaginella